# Askia Mohammed IV Bano
Askia Mohammed IV Bano  ou Askia Muhammad Bani est le dirigeant de l'Empire Songhaï de 1586 à 1588. Fils d'Askia Daoud, il est élevé au rang de gouverneur par ses frères après qu'ils aient déposé Askia Mohamed III, son prédécesseur.
Peu de temps après sa prise de pouvoir, il fait exécuter deux de ses frères qui se sont rebellés contre son prédécesseur et avaient été emprisonnés. Cela suscite l’inquiétude parmi ses frères survivants, qui commencent à comploter contre lui.
La révolte naît après que l'eunuque royal qui gérait l'administration de Kabara, le port de Tombouctou avait illégalement taxé les marchands et confisqué les biens d'éminents dignitaires religieux. Après avoir emprisonné et fouetté un esclave du Balma'a (commandant militaire de Kabara), le prince affronte personnellement le fonctionnaire royal, le poignarde à mort et jette son corps dans la rue. 
Balma'a Muḥammad, après avoir défié les Askia, lance une rébellion. Il est rejoint par Kanfari Salih, mais ils se disputent bientôt à propos des richesses et Salih est tué. Cependant, Balma'a Muḥammad marche sur la capitale, Gao, avec presque toute la moitié occidentale de l'empire déployée derrière lui. Muhammad Bani rassemble une armée de 30 000 hommes et attend leur arrivée, cependant, en surpoids, il meurt d'une insolation, ou peut-être d'une crise d'épilepsie, le 9 avril 1588, avant que la bataille ne commence. 
Après avoir découvert le corps, les courtisans eunuques conspirent pour qu'Ismail soit nommé Askia. Un autre eunuque prévient Ishaq, l'aîné des fils d'Askia Daoud présent, encercle les conspirateurs et se fait lui-même proclamer Askia le 10 avril. 